# Секунда – Сасолбург
Секунда — Сасолбург — газопровід у Південно-Африканській республіці, за допомогою якого створили другу лінію поставок природного газу до Сасолбургу, де діє підприємство з виробництва штучного рідкого палива.
На початку 2000-х розпочали реалізацію проекту з поставок мозамбіцького природного газу до району Секунда (трубопровід Темане – Секунда). При цьому головним його споживачем повинен був стати вуглехімічний комплекс у розташованому далі на захід Сасолбурзі, котрий переводили на споживання блакитного палива через вичерпання родовища вугілля. В 2004 році організували подачу природного газу через наявні трубопроводи Секунда — Спрінгс та реверсований Спрінгс — Йоганнесбург — Сасолбург, а на початку 2010-х для збільшення потужності системи реалізували проект прокладання нової прямої гілки з Секунди до Сасолбургу. Цей трубопровід, введений в експлуатацію у 2013-му, має довжину 156 км та виконаний в діаметрі 650 мм.
У Сасолбурзі окрім використання як сировина у виробничому процесі природний газ призначається для роботи нової черги ТЕС Сасол 1.